# Вайт-Маунтін (Аляска)
Вайт-Маунтін (англ. White Mountain) — місто (англ. city) в США, в окрузі Ном штату Аляска. Населення — 185 осіб (2020).

## Географія
Розташоване в південній частині півострова  Сьюард, на східному березі річки Фіш. Вайт-Маунтін — єдиний населений пункт півострова Сьюард, що розташований не на узбережжі.
Вайт-Маунтін розташований за координатами 64°40′55″ пн. ш. 163°24′43″ зх. д. / 64.68194° пн. ш. 163.41194° зх. д. (64.681831, -163.411928).  За даними Бюро перепису населення США в 2010 році місто мало площу 5,27 км², з яких 4,67 км² — суходіл та 0,60 км² — водойми.

## Демографія

### Перепис 2010
Згідно з переписом 2010 року, у місті мешкало 190 осіб у 65 домогосподарствах у складі 44 родин. Густота населення становила 36 осіб/км².  Було 79 помешкань (15/км²).
Расовий склад населення:
| - 81,6 % — корінних американців - 12,1 % — білих |

До двох чи більше рас належало 6,3 %. Частка іспаномовних становила 1,1 % від усіх жителів.
За віковим діапазоном населення розподілялося таким чином: 35,3 % — особи молодші 18 років, 60,5 % — особи у віці 18—64 років, 4,2 % — особи у віці 65 років та старші. Медіана віку мешканця становила 27,2 року. На 100 осіб жіночої статі у місті припадало 134,6 чоловіків;  на 100 жінок у віці від 18 років та старших — 132,1 чоловіків також старших 18 років.
Середній дохід на одне домашнє господарство  становив 48 633 долари США (медіана — 27 083), а середній дохід на одну сім'ю — 58 983 долари (медіана — 33 750). Медіана доходів становила 41 250 доларів для чоловіків та 53 125 доларів для жінок. За межею бідності перебувало 34,3 % осіб, у тому числі 43,6 % дітей у віці до 18 років та 30,0 % осіб у віці 65 років та старших.
Цивільне працевлаштоване населення становило 66 осіб. Основні галузі зайнятості: освіта, охорона здоров'я та соціальна допомога — 47,0 %, публічна адміністрація — 27,3 %, транспорт — 9,1 %, роздрібна торгівля — 4,5 %.

### Перепис 2000
За даними перепису 2000 року населення міста становило 203 особи. Расовий склад: корінні американці  — 83,74 %; білі  — 13,30 %; представники двох і більше рас  — 2,46 %; представники інших рас  — 0,49 %. Частка осіб у віці молодше 18 років  — 40,4 %; осіб старше 65 років  — 7,4 %. Середній вік населення  — 29 років. На кожні 100 жінок припадає 109,3 чоловіків; на кожні 100 жінок у віці старше 18 років  — 132,7 чоловіка.
З 69 домашніх господарств в 43,5 %  — виховували дітей віком до 18 років, 24,6 % представляли собою подружні пари, які спільно проживають, 26,1 %  — жінки без чоловіків, 31,9 % не мали родини. 30,4 % від загальної кількості господарств на момент перепису жили самостійно, при цьому 7,2 % склали самотні літні люди у віці 65 років та старше. В середньому домашнє господарство ведуть 2,94 особи, а середній розмір родини  — 3,55 особи.
Середній дохід на спільне господарство  — $25 833; середній дохід на сім'ю  — $29 688.

## Економіка
Економіка міста функціонує за рахунок натурального господарства: рибальства, полювання, оленярства та інших видів діяльності.